# Colin Walsh (Organist)
Colin Walsh (* 1955) ist ein englischer Organist und Kirchenmusiker.

## Leben
Zu seinen Lehrern gehörten Simon Preston, Nicholas Danby und Jean Langlais, bei dem er drei Jahre an St. Clothilde in Paris studierte. Er wirkte an verschiedenen bedeutenden Organistenstellen Großbritanniens, z. B. an der St George’s Chapel in Windsor Castle, der Christ Church Cathedral in Oxford und an der Kathedrale von Salisbury, bevor er 2003 zum Organisten (Organist Laureate) der Kathedrale von Lincoln ernannt wurde.
Colin Walsh hat sich in seinem Repertoire auf die französisch-symphonische sowie die moderne Orgelmusik konzentriert, mit dem er regelmäßig im In- und Ausland konzertiert. Seine Interpretationen haben ihm zu weltweiter Anerkennung verholfen und machen ihn zu einem der führenden englischen Organisten seiner Generation. So führte er 1988 Orgelwerke Messiaens in Anwesenheit des Komponisten auf.

## Einspielungen (Auswahl)
- Ch. M. Widor: Organ Symphonies No 5&6. Guild Records. (GMCD 7305)
- English Organ Music. Priory Records. (PRCD 379)
- French Organ Music. Priory Records. (PRCD 5023)
- Organ Works by Dupré, Langlais, Vierne, Litaize, Messiaens and Ropartz. Guild Records. (GMCD 7278)
- Popular Organ Music. Priory Records. (PRCD 281)
- Two Willis Organs. Priory Records. (PRCD 648)